# Nob
Nob är ett berg i Österrike.   Det ligger i distriktet Feldkirch och förbundslandet Vorarlberg, i den västra delen av landet, 500 km väster om huvudstaden Wien. Toppen på Nob är 1 785 meter över havet, eller 185 meter över den omgivande terrängen. Bredden vid basen är 2,4 km. Nob ingår i Kanisfluh.
Terrängen runt Nob är bergig åt sydväst, men åt nordost är den kuperad. Närmaste större samhälle är Dornbirn, 14,8 km norr om Nob.
Trakten runt Nob består i huvudsak av gräsmarker.